# Spathius pellitus
Spathius pellitus är en stekelart som beskrevs av Günther Enderlein 1912. Spathius pellitus ingår i släktet Spathius och familjen bracksteklar. Inga underarter finns listade i Catalogue of Life.